# 1598 en littérature
| Années de la littérature : 1595 - 1596 - 1597 - 1598 - 1599 - 1600 - 1601    |
| Décennies de la littérature : 1560 - 1570 - 1580 - 1590 - 1600 - 1610 - 1620 |

Cet article présente les faits marquants de l'année 1598 en littérature.

## Événements
- 3 mai : l'écrivain espagnol Lope de Vega épouse en seconde noces Juana de Guardo, fille d'un riche charcutier madrilène[1].

- 22 septembre : Ben Jonson tue l'acteur Gabriel Spenser lors d'un duel à Londres et est brièvement détenu à la prison de Newgate. Il plaide coupable à son procès, mais  est relaxé en invoquant le privilège du clergé[2].

- 16 octobre : le château de Kilcolman, du poète Edmund Spenser est détruit et brûlé par des rebelles irlandais[3]. Spenser s’enfuit à Londres, où il meurt le 13 janvier 1599[4].

- Le poète anglais Barnabe Barnes est arrêté et accusé de tentative de meurtre sur la personne de John Browne. Condamnée à mort par le Conseil privé, il s'évade de la prison de Marshalsea[5].

## Parutions
- 19 mai : Discursos del amparo de los legítimos pobres, y reducción de los fingidos, publié à Madrid, reçoit sa Tassa ou taxe, acte officiel fixant le prix auquel le libraire peut vendre le livre[6]. Cristóbal Pérez de Herrera (es) y  développe un plan pour mettre en place une nouvelle organisation du travail pour rentabiliser la main-d’œuvre des mendiants valides[7].
- 27 mai : Metamorphosis of Pigmalion's Image and Certaine Satyres (« La Métamorphose de l'image de Pygmalion »), poème  ovidien érotique de John Marston, est inscrit au Registre des Libraires. The Scourge of Villanie (« Le Fléau de la vilenie »), satires rimées inspirées de Juvenal, est inscrit le 8 septembre[8]. Les deux textes,  publiés à Londres par James Roberts, sont interdits l’année suivante.

- 7 septembre : Palladis Tamia, Wits Treasury (« Palladis Tamia, Trésor de l'esprit »), recueil de réflexions morales et littéraires de Francis Meres, est inscrit au Registre des Libraires puis publié chez Cuthbert Burby (en). Sa dédicace est datée du 19 octobre[9].

- A worlde of wordes, dictionnaire anglais-italien de John Florio[10].
- Basilikon Doron (« le Don Royal »), ouvrage en grec de Jacques VI d'Écosse dédié à son fils aîné est publié à Édimbourg  (le roi est le chef de l’État et de l’Église ; l’épiscopat est nécessaire)[11].

- Le poète George Chapman publie la traduction de sept chants de l’Iliade d’Homère en vers anglais (la traduction complète est publiée en 1611)[12].
- Les cimitieres sacrez, d'Henri de Sponde, est publié à Bordeaux chez Simon Millanges[13].
- Arcadia, roman pastoral de Lope de Vega est publié à Madrid par Luis Sánchez[14].

## Théâtre
- 15 février : Anthony Munday reçoit du directeur de théâtre Philip Henslowe un paiement pour la pièce the firste parte of Robyne Hoode; les 20, 25 et 28 février Henslowe effectue de nouveaux versements à Munday et Henry Chettle pour la deuxième partie de Robin Hood, The Downfall and The Death of Robert Earl of Huntington (en)[15].

- 25 février : la première partie d'Henry IV, drame de Shakespeare est inscrite au Registre des Libraires par Andrew Wise[16].
- Vers le mois de mai : première représentation à Londres d'Englishmen for My Money, une comédie bourgeoise écrite par William Haughton[17].
- 22 juillet : The Merchant of Venice (« Le Marchand de Venise »), tragi-comédie de Shakespeare, est inscrite au Registre des Libraires par James Roberts[18]. Le 28 octobre 1600 , Roberts cède son privilège à Thomas Hayes qui publie la pièce la même année[19].
- 7 septembre : Love's Labour's Lost (« Peines d'amour perdues »), comédie de Shakespeare, est inscrite au Registre des Libraires par Cuthbert Burby ; sa dédicace est datée du 19 octobre[20].
- Fin septembre : Ben Jonson fait représenter à Londres sa première œuvre importante, Chaque homme dans son caractère (Every Man in His Humour) joué par les Lord Chamberlain's Men au Curtain Theatre[21].
- 28 décembre : à Londres, The Theatre est démantelé par une troupe d’acteurs, d’ouvriers et de bénévoles menée par Cuthbert et Richard Burbage et les matériaux sont utilisés pour construire un nouveau théâtre à Southwark, le Globe, ouvert en mai 1599[22].

- Entre 1598 et 1601 : première représentation de Hamlet de William Shakespeare, pièce publiée en 1603[23].

## Naissances
- 12 mars :  Guillaume Colletet, poète français († 1659).

## Décès
- Mars : Henri Estienne, imprimeur, philologue, poète et humaniste français (né en 1528).
- Benito Arias Montano, ou Benedictus Arias Montanus, orientaliste espagnol (né en 1527).